# FC Dinamo București în sezonul 1966-1967
Sezonul 1966-67 este al 18-lea sezon pentru FC Dinamo București în Divizia A. După sezonul modest anterior, Angelo Niculescu este înlocuit pe banca tehnică de Traian Ionescu care începe reconstrucția echipei, bazându-se mai mult pe tinerii jucători, precum Dumitrache, Lucescu sau Dinu. Dinamo reintră în lupta pentru titlu pe care îl pierde în ultima etapă în favoarea Rapidului, care obține punctul de care avea nevoie la Ploiești. 

## Rezultate
| Divizia A | Divizia A          | Divizia A             | Divizia A | Divizia A |
| Etapa     | Data               | Adversar              | Stadion   | Rezultat  |
| --------- | ------------------ | --------------------- | --------- | --------- |
| 1         | 21 august 1966     | Universitatea Craiova | acasă     | 4-1       |
| 2         | 28 august 1966     | Dinamo Pitești        | deplasare | 3-1       |
| 3         | 4 septembrie 1966  | Steaua București      | acasă     | 1-1       |
| 4         | 11 septembrie 1966 | Universitatea Cluj    | acasă     | 4-0       |
| 5         | 14 septembrie 1966 | Petrolul Ploiești     | deplasare | 0-3       |
| 6         | 25 septembrie 1966 | Steagul Roșu Brașov   | acasă     | 0-1       |
| 7         | 2 octombrie 1966   | Rapid București       | acasă     | 2-1       |
| 8         | 9 octombrie 1966   | Politehnica Timișoara | deplasare | 2-4       |
| 9         | 23 octombrie 1966  | CSMS Iași             | acasă     | 2-1       |
| 10        | 6 noiembrie 1966   | Farul Constanța       | deplasare | 1-2       |
| 11        | 9 noiembrie 1966   | Progresul București   | acasă     | 2-0       |
| 12        | 13 noiembrie 1966  | Jiul Petroșani        | acasă     | 1-0       |
| 13        | 29 noiembrie 1966  | UTA                   | deplasare | 0-0       |
| 14        | 26 februarie 1967  | Universitatea Craiova | deplasare | 1-1       |
| 15        | 12 martie 1967     | Dinamo Pitești        | acasă     | 2-0       |
| 16        | 15 martie 1967     | Steaua București      | deplasare | 0-1       |
| 17        | 26 martie 1967     | Universitatea Cluj    | deplasare | 0-0       |
| 18        | 2 aprilie 1967     | Petrolul Ploiești     | acasă     | 1-0       |
| 19        | 9 aprilie 1967     | Steagul Roșu Brașov   | deplasare | 0-1       |
| 20        | 16 aprilie 1967    | Rapid București       | deplasare | 0-2       |
| 21        | 30 aprilie 1967    | Politehnica Timișoara | acasă     | 1-0       |
| 22        | 7 mai 1967         | CSMS Iași             | deplasare | 0-0       |
| 23        | 14 mai 1967        | Farul Constanța       | acasă     | 5-2       |
| 24        | 28 mai 1967        | Progresul București   | deplasare | 2-0       |
| 25        | 4 iunie 1967       | Jiul Petroșani        | deplasare | 3-0       |
| 26        | 11 iunie 1967      | UTA                   | acasă     | 1-1       |

| Cupa României | Cupa României  | Cupa României       | Cupa României | Cupa României |
| Etapa         | Data           | Adversar            | Stadion       | Rezultat      |
| ------------- | -------------- | ------------------- | ------------- | ------------- |
| șaisprezecimi | 5 martie 1967  | Voința Reghin       | deplasare     | 2-0           |
| optimi        | 5 aprilie 1967 | Progresul București | București     | 0-1           |

| Legendă    |
| ---------- |
| victorie   |
| egal       |
| înfrângere |

## Echipa
Portari: Ilie Datcu, Spiridon Niculescu.
Fundași: Dumitru Ivan, Ion Nunweiller, Lică Nunweiller, Lazăr Pârvu, Cornel Popa, Mircea Stoenescu.
Mijlocași: Cornel Dinu, Vasile Gergely, Gheorghe Grozea, Octavian Popescu, Constantin Ștefan.
Atacanți: Florea Dumitrache, Daniel Ene, Gheorghe Ene, Constantin Frățilă, Ion Hajdu, Radu Nunweiller, Petre Nuțu, Ion Pîrcălab, Iosif Varga.

### Transferuri
Emil Petru este transferat la Universitatea Cluj. Mircea Lucescu este împrumutat la Politehnica București.
Debutează în echipă Cornel Dinu, jucător adus de la Târgoviște.